# Yucheng (Shangqiu)
Der Kreis Yucheng (虞城县,  Yúchéng Xiàn) ist ein Kreis der bezirksfreien Stadt Shangqiu in der chinesischen Provinz Henan. Er hat eine Fläche von 1.558 km² und zählt 826.500 Einwohner (Stand: Ende 2018). Sein Hauptort ist die Großgemeinde Chengguan (城关镇). 